# Tolochenaz
Tolochenaz ist eine politische Gemeinde im Distrikt Morges des Kantons Waadt in der Schweiz.

## Geographie
Tolochenaz liegt 423 m ü. M. in 2 km Luftlinie westlich der Bezirkshauptstadt Morges. Das Dorf befindet sich auf einem Plateau im Waadtländer Mittelland; 50 m über dem Seespiegel liegend, bietet es eine gute Aussicht auf den Genfersee.
Das 1,6 km² grosse Gemeindegebiet liegt am Nordufer des Genfersees. Die Gemeinde erstreckt sich vom Seeufer nordwestlich über den flachen Uferrandstreifen bis auf das Plateau von Tolochenaz, die mit 430 m ü. M. höchste Erhebung der Gemeinde. Im Süden reicht das Gebiet an den Boiron de Morges, der mit einem kleinen Schwemmkegel in den See mündet. Von der Gemeindefläche entfielen 1997 51 % auf Siedlungen, 8 % auf Wald und Gehölze und 41 % auf die Landwirtschaft.
Zu Tolochenaz gehört eine ausgedehnte Gewerbe- und Industriezone am Westrand von Morges. Nachbargemeinden von Tolochenaz sind Saint-Prex, Lully, Chigny und Morges. Die Siedlungsgebiete von Tolochenaz und Morges sind nahezu lückenlos zusammengewachsen.

## Bevölkerung
Mit 1928 Einwohnern (Stand 31. Dezember 2023) gehört Tolochenaz zu den mittelgrossen Gemeinden des Kantons Waadt. Von den Bewohnern sind 84,2 % französischsprachig, 5,2 % deutschsprachig und 2,6 % portugiesischsprachig (Stand 2000). Die Bevölkerungszahl von Tolochenaz belief sich 1900 auf 217 Einwohner. Im Lauf des 20. Jahrhunderts stieg die Bevölkerungszahl kontinuierlich, in den letzten Jahrzehnten stark an. Seit 1960 (479 Einwohner) wurde eine Verdreifachung der Einwohnerzahl registriert.

## Wirtschaft
Tolochenaz war bis Mitte des 20. Jahrhunderts ein vorwiegend durch die Landwirtschaft geprägtes Dorf. Heute hat der Ackerbau nur noch eine marginale Bedeutung in der Erwerbsstruktur der Bevölkerung. Es gibt einzelne kleine Weinbaugebiete und Obstplantagen.
Seit den 1960er-Jahren wurde zwischen der Eisenbahnlinie und der Autobahn ein grosses Industrie- und Gewerbegebiet geschaffen, das die Wirtschaftsstruktur des Dorfes markant veränderte. Hier haben sich wichtige Unternehmen des Transportgewerbes (Friderici SA), des Baugewerbes und seit 1995 das Unternehmen Medtronic (Medizintechnik) angesiedelt. In Tolochenaz befindet sich auch das Ausbildungszentrum des waadtländischen Baumeisterverbandes (École Vaudoise de la Construction). In den letzten Jahren hat sich das Dorf dank seiner attraktiven Lage zu einer Wohngemeinde entwickelt. Viele Erwerbstätige sind auch Wegpendler, die vor allem in Lausanne und in Morges arbeiten.

## Verkehr
Die Gemeinde ist verkehrstechnisch gut erschlossen. Der Ortskern liegt an der Hauptstrasse von Morges nach Bière. Der Autobahnanschluss Morges-Ouest an der 1964 eröffneten A1 (Genf-Lausanne), die das Gemeindegebiet durchquert, ist rund 1 km vom Ort entfernt. Am 14. April 1858 wurde der Abschnitt von Morges nach Coppet der Eisenbahnlinie Lausanne-Genf mit einem Bahnhof in Tolochenaz in Betrieb genommen. Dieser befindet sich allerdings etwas ausserhalb des Dorfes, er wurde im Dezember 2011, wegen zu geringer Nachfrage, geschlossen. Durch einen Postautokurs, der von Morges nach Lavigny verkehrt, ist Tolochenaz an das Netz des öffentlichen Verkehrs angeschlossen und besitzt eine optimale Verbindung mit dem Bahnhof von Morges.

## Geschichte
Auf dem Gemeindegebiet von Tolochenaz wurden Gräber aus der Bronzezeit gefunden. Mit der ersten urkundlichen Erwähnung im Jahr 561 unter dem Namen Tolochina gehört Tolochenaz zu den am frühesten nachgewiesenen Orten der Region. Später erschienen die Bezeichnungen Tolochene (593), Tolochino (1173), Tolozzina (1221) und Tholochinaz (1313). Das Dorf kam 962 an das Lausanner Domkapitel. Es verlor erst mit der Gründung der Stadt Morges im 13. Jahrhundert seine vormalige Bedeutung.
Mit der Eroberung der Waadt durch Bern im Jahr 1536 kam Tolochenaz unter die Verwaltung der Vogtei Morges. Nach dem Zusammenbruch des Ancien Régime gehörte das Dorf von 1798 bis 1803 während der Helvetik zum Kanton Léman, der anschliessend mit der Inkraftsetzung der Mediationsverfassung im Kanton Waadt aufging. 1798 wurde es dem Bezirk Morges zugeteilt.

## Sehenswürdigkeiten
Im alten Ortskern sind einige Bauernhäuser aus dem 18. und 19. Jahrhundert erhalten.
Verschiedene Gebäude moderner Architektur sind in der grossen Gewerbezone vertreten.

## Persönlichkeiten

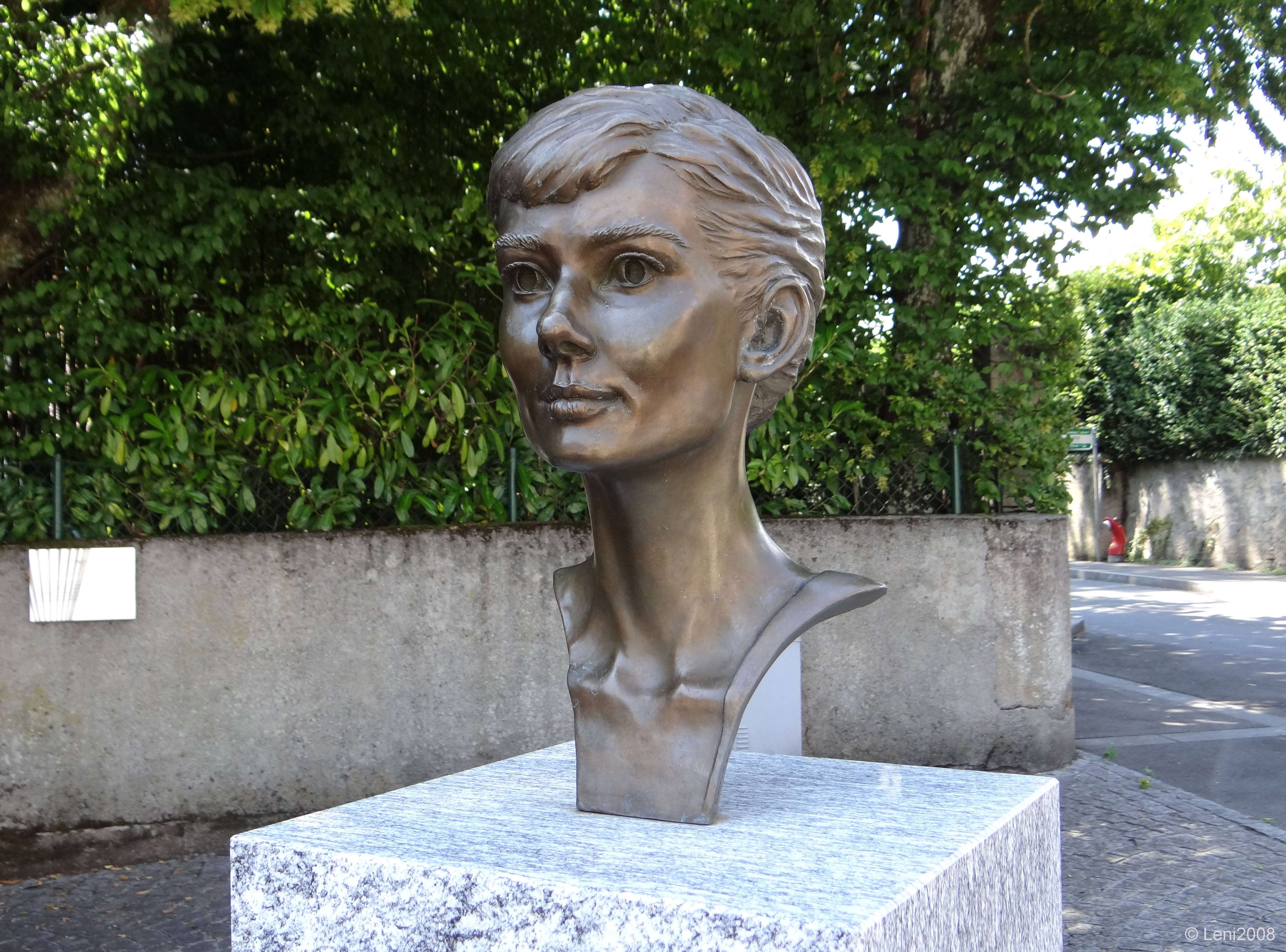
Denkmal zu Ehren von Audrey Hepburn an ihrem Wohnort

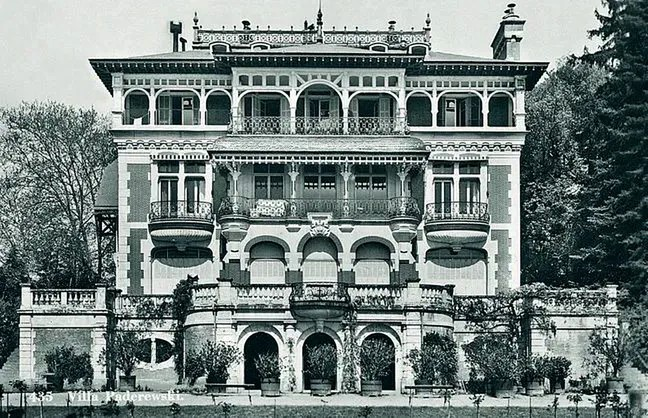
Paderewskis Villa Riond-Bosson

Eine der berühmtesten Bürgerinnen war Audrey Hepburn, Schauspielerin und Botschafterin des guten Willens bei UNICEF, die von 1963 bis zu ihrem Tod 1993 dreissig Jahre lang auf ihrem Anwesen „La Paisible“ in einem renovierten Bauernhaus aus dem 18. Jahrhundert inmitten von zweieinhalb Morgen Obstgarten lebte und auf dem örtlichen Friedhof begraben wurde. Ein weiterer prominenter Einwohner war der schwedische Tenor Nicolai Gedda (1925–2017). Die 1882 im venezianischen Stil erbaute Villa „Riond-Bosson“ war Wohnsitz des polnischen Pianisten und Staatsmanns Ignacy Jan Paderewski.
Die französische Sängerin Zizi Jeanmaire (1924–2020) starb in Tolochenaz.